# Milan Football Club 1929-1930
Questa voce raccoglie le informazioni riguardanti il Milan Football Club nelle competizioni ufficiali della stagione 1929-1930.

## Stagione

Abdon Sgarbi, al Milan dal 1927 al 1929, anno della sua prematura morte.

Questa è la prima stagione di Serie A, ovvero del campionato italiano di massimo livello organizzato a girone unico. Poco prima dell'inizio della stagione, un evento luttuoso colpisce il Milan: durante l'estate muore di infezione tifoidea il capitano Abdon Sgarbi.
Ancora guidata dall'allenatore austriaco Engelbert König, la squadra non è stata adeguatamente rinforzata. Il campionato dei rossoneri è mediocre: dopo una buona partenza che illude i tifosi, il Milan conosce un forte declino che lo porta all'11º posto finale.

## Divise
| Casa | Trasferta |

## Organigramma societario
Area direttiva
- Presidente: Luigi Ravasco, poi
Mario Benazzoli

Area tecnica
- Direttore sportivo: Anteo Carapezzi
- Allenatore: Engelbert König

## Rosa
| N. |                   | Ruolo | Calciatore              |
| -- | ----------------- | ----- | ----------------------- |
|    | Italia (bandiera) | P     | Giuseppe Carmignato     |
|    | Italia (bandiera) | P     | Dario Compiani          |
|    | Italia (bandiera) | D     | Vinicio Colombo         |
|    | Italia (bandiera) | D     | Fernando Lancioni       |
|    | Italia (bandiera) | D     | Luigi Perversi          |
|    | Italia (bandiera) | D     | Francesco Pomi          |
|    | Italia (bandiera) | D     | Alessandro Schienoni () |
|    | Italia (bandiera) | C     | Guglielmo Borgo         |
|    | Italia (bandiera) | C     | Luigi Giunta            |
|    | Italia (bandiera) | C     | Giuseppe Marchi         |
|    | Italia (bandiera) | C     | Luigi Oscar Moroni      |

| N. |                     | Ruolo | Calciatore            |
| -- | ------------------- | ----- | --------------------- |
|    | Italia (bandiera)   | C     | Guglielmo Zanasi      |
|    | Ungheria (bandiera) | C     | József Zilisy         |
|    | Italia (bandiera)   | A     | Pietro Bonfiglio      |
|    | Italia (bandiera)   | A     | Gennaro Bonsanto      |
|    | Italia (bandiera)   | A     | Emilio Manazza        |
|    | Italia (bandiera)   | A     | Rocco Ranelli         |
|    | Italia (bandiera)   | A     | Giulio Rossi          |
|    | Italia (bandiera)   | A     | Giuseppe Santagostino |
|    | Italia (bandiera)   | A     | Roberto Sternisa      |
|    | Italia (bandiera)   | A     | Mariano Tansini       |
|    | Italia (bandiera)   | A     | Giuseppe Torriani     |

## Calciomercato
| Acquisti | Acquisti           | Acquisti         | Acquisti |
| R.       | Nome               | da               | Modalità |
| -------- | ------------------ | ---------------- | -------- |
| A        | Gennaro Bonsanto   | Cremonese        | -        |
| C        | Guglielmo Borgo    | Juventus         | -        |
| C        | Luigi Giunta       | Juventus         | -        |
| C        | Luigi Oscar Moroni | Cremonese        | -        |
| A        | Rocco Ranelli      | Cremonese        | -        |
| A        | Roberto Sternisa   | Monfalconese CNT | -        |
| A        | Guglielmo Zanasi   | Modena           | -        |

| Cessioni | Cessioni                | Cessioni | Cessioni |
| R.       | Nome                    | da       | Modalità |
| -------- | ----------------------- | -------- | -------- |
| A        | Stefano Aigotti         | Legnano  | -        |
| C        | Alfredo De Franceschini | Codogno  | -        |
| A        | Paride Pasqualetto      | Comense  | -        |
| A        | Piero Pastore           | Lazio    | -        |

## Risultati

### Serie A

#### Girone di andata
| Arbitro: | Pessato (Monfalcone) |

|                                           |           |              |
| Tansini 19’, 20’ Ranelli 36’ Sternisa 65’ | Marcatori | 18’ Barbieri |

| Arbitro: | Melandri (Bologna) |

|             |           |  |
| Ranelli 33’ | Marcatori |  |

| Arbitro: | Carraro (Padova) |

|                             |           |                  |
| Buscaglia 75’ Sallustro 85’ | Marcatori | 32’ Santagostino |

| Arbitro: | Lenti (Genova) |

|                                           |           |                   |
| Moroni 25’ Ranelli 56’ Tansini 68’ (rig.) | Marcatori | 19’ Chini Ludueña |

| Arbitro: | Mattea (Torino) |

|              |           |            |
| Schiavio 75’ | Marcatori | 88’ Moroni |

| Arbitro: | Carraro (Padova) |

|            |           |                        |
| Tansini 9’ | Marcatori | 6’ Visentin 60’ Meazza |

| Arbitro: | Turbiani (Ferrara) |

|                                            |           |                  |
| Corsetti 27’ Alberti 29’, 51’ Magnozzi 60’ | Marcatori | 45’ Santagostino |

| Arbitro: | Mastellari (Bologna) |

|                     |           |               |
| Santagostino 2’, 6’ | Marcatori | 36’ Malatesta |

| Arbitro: | Pessato (Monfalcone) |

|                         |           |            |
| Orsi 34’, 59’ Zanni 54’ | Marcatori | 7’ Tansini |

| Arbitro: | Galassi (Torino) |

|                                                      |           |                                 |
| Sternisa 17’, 22’, 35’ Zanasi 37’ Tansini 65’ (rig.) | Marcatori | 55’ Serdoz 63’ (aut.) Schienoni |

| Arbitro: | Dani (Genova) |

|  |           |              |
|  | Marcatori | 41’ Cattaneo |

| Arbitro: | Mattea (Torino) |

|              |           |             |
| Vecchina 10’ | Marcatori | 81’ Tansini |

| Arbitro: | Lenti (Genova) |

|                                             |           |                         |
| Torriani 31’ Tansini 54’ (rig.) Ranelli 67’ | Marcatori | 46’ Reguzzoni 62’ Vigna |

| Arbitro: | Mastellari (Bologna) |

|  |           |                  |
|  | Marcatori | 41’ Santagostino |

| Arbitro: | Turbiani (Ferrara) |

|                                 |           |              |
| Torriani 48’ Rigotti 54’ (aut.) | Marcatori | 2’ Ostromann |

| Arbitro: | Bruna (Venezia) |

|                  |           |                          |
| Santagostino 78’ | Marcatori | 19’ Masetto 62’ Ferraris |

| Arbitro: | Carraro (Padova) |

|                           |           |                                 |
| Levratto 43’ Chiecchi 89’ | Marcatori | 6’ Sternisa 65’ (aut.) Lombardo |

#### Girone di ritorno
| Arbitro: | Malagodi (Ferrara) |

|                                           |           |                         |
| Prosperi 9’ Frisoni 19’, 74’ Giuliani 37’ | Marcatori | 17’ (rig.) Santagostino |

| Arbitro: | Lenti (Genova) |

|            |           |                  |
| Dugoni 49’ | Marcatori | 36’ Santagostino |

| Arbitro: | Ciamberlini (Genova) |

|                               |           |                |
| Torriani 21’ Santagostino 31’ | Marcatori | 43’, 79’ Vojak |

| Arbitro: | Dani (Genova) |

|          |           |  |
| Volk 84’ | Marcatori |  |

| Arbitro: | Scarpi (Dolo) |

|  |           |           |
|  | Marcatori | 7’ Busini |

| Arbitro: | Mattea (Torino) |

|                    |           |  |
| Serantoni 19’, 47’ | Marcatori |  |

| Arbitro: | Mastellari (Bologna) |

|                     |           |                          |
| Moroni 4’ Rossi 15’ | Marcatori | 6’ Palandri 29’ Magnozzi |

| Roma 27 aprile 1930 25ª giornata | Lazio           | 0 – 0 referto | Milan | Stadio della Rondinella\| Arbitro: \| Mattea (Torino) \| |
| Arbitro:                         | Mattea (Torino) |               |       |                                                          |

| Arbitro: | Mastellari (Bologna) |

|              |           |         |
| Torriani 86’ | Marcatori | 2’ Orsi |

| Arbitro: | Garbieri (Genova) |

|  |           |                                    |
|  | Marcatori | 18’ Santagostino 79’, 82’ Sternisa |

| Arbitro: | Turbiani (Ferrara) |

|                          |           |           |
| Cattaneo 72’ Ferrari 86’ | Marcatori | 70’ Rossi |

| Arbitro: | Gonani (Ravenna) |

|                                                 |           |  |
| Ranelli 7’, 38’, 59’, 83’ Santagostino 39’, 85’ | Marcatori |  |

| Arbitro: | Mattea (Torino) |

|                |           |              |
| Rossi 27’, 57’ | Marcatori | 15’ Torriani |

| Arbitro: | Garbieri (Genova) |

|                             |           |  |
| Sternisa 12’, 64’ Borgo 38’ | Marcatori |  |

| Arbitro: | Mattea (Torino) |

|                          |           |                      |
| Castellani 41’ Rocco 85’ | Marcatori | 61’ Pomi 80’ Tansini |

| Torino 29 giugno 1930 33ª giornata | Torino               | 0 – 0 referto | Milan | Stadio Filadelfia\| Arbitro: \| Mastellari (Bologna) \| |
| Arbitro:                           | Mastellari (Bologna) |               |       |                                                         |

| Arbitro: | Mattea (Torino) |

|  |           |                           |
|  | Marcatori | 75’ Levratto 86’ Banchero |

## Statistiche

### Statistiche di squadra
Statistiche aggiornate al 6 luglio 1930.
| Competizione | Punti | In casa | In casa | In casa | In casa | In casa | In casa | In trasferta | In trasferta | In trasferta | In trasferta | In trasferta | In trasferta | Totale | Totale | Totale | Totale | Totale | Totale | D.R. |
| Competizione | Punti | G       | V       | N       | P       | Gf      | Gs      | G            | V            | N            | P            | Gf           | Gs           | G      | V      | N      | P      | Gf     | Gs     | D.R. |
| ------------ | ----- | ------- | ------- | ------- | ------- | ------- | ------- | ------------ | ------------ | ------------ | ------------ | ------------ | ------------ | ------ | ------ | ------ | ------ | ------ | ------ | ---- |
| Serie A      | 32    | 17      | 9       | 3       | 5       | 36      | 21      | 17           | 2            | 7            | 8            | 16           | 27           | 34     | 11     | 10     | 13     | 52     | 48     | +4   |

### Statistiche dei giocatori[3]
| Giocatore       | Serie A  | Serie A |
| Giocatore       | Presenze | Reti    |
| --------------- | -------- | ------- |
| P. Bonfiglio    | 3        | 0       |
| G. Bonsanto     | 2        | 0       |
| G. Borgo (I)    | 29       | 1       |
| G. Carmignato   | 8        | -11     |
| V. Colombo      | 9        | 0       |
| D. Compiani     | 26       | -37     |
| L. Giunta       | 5        | 0       |
| F. Lancioni     | 1        | 0       |
| E. Manazza      | 1        | 0       |
| G. Marchi       | 30       | 0       |
| L.O. Moroni     | 27       | 3       |
| L. Perversi     | 22       | 0       |
| F. Pomi         | 34       | 1       |
| R. Ranelli      | 18       | 8       |
| L. Rizzatti     | 1        | 0       |
| G. Rossi        | 11       | 2       |
| G. Santagostino | 33       | 11      |
| A. Schienoni    | 33       | 0       |
| R. Sternisa     | 21       | 7       |
| M. Tansini      | 30       | 9       |
| G. Torriani     | 27       | 5       |
| G. Zanasi       | 2        | 1       |
| J. Zilisy       | 1        | 0       |